# Adrián Ricchiuti
Adrián Ricchiuti (ur. 30 czerwca 1978 w Lanús) – argentyński piłkarz włoskiego pochodzenia występujący na pozycji pomocnika, trener piłkarski.

## Kariera piłkarska
Urodził się w Lanús, mieszkał i wychowywał się w Remedios de Escalada. Grę w piłkę nożną rozpoczął w akademii CA Lanús. Z powodów ekonomicznych w 1992 roku wyemigrował z rodziną do Forano we Włoszech. W 1993 roku rozpoczął treningi w szkółce Ternany Calcio. Potem grał w następujących zespołach: Genoa CFC, AC Carpi, AC Pistoiese, AS Livorno Calcio, AC Arezzo i Rimini FC. W 2009 trafił do Calcio Catanii, gdzie zadebiutował w Serie A.

## Sukcesy
SP La Fiorita
- mistrzostwo San Marino: 2017/18
- Puchar San Marino: 2017/18
- Superpuchar San Marino: 2018